# Даурия (авиакомпания)
ОАО «Авиакомпания „Даурия“» — российская авиакомпания, базировавшаяся в Чите. Осуществляла региональные авиаперевозки в Забайкальском крае вплоть до конца 2010 года.

## Флот[1]
| Самолёт | Кол-во |
| ------- | ------ |
| Ан-24Б  | 2      |
| Ан-2    | 2      |

Ранее авиакомпания эксплуатировала самолёты Ан-26, после продажи в 2008 году самолётов Ан-2, они эксплуатируются на условиях аренды.
В Забайкалье судебные приставы выставляют на торги в счёт погашения долгов авиакомпании «Даурия» два самолёта Ан-24, сообщает «Долговой Фактор». По оценке специалистов, стоимость лайнеров составляет чуть более 11 млн руб.
Как сообщили в пресс-службе Забайкальского управления Федеральной службы судебных приставов, даже реализация последних двух самолётов, принадлежащих предприятию-должнику, не покроет всей задолженности «Даурии». Её долги перед налоговой инспекцией, фондом социального страхования и другими взыскателями превышают 30 млн руб. Судебными приставами наложены аресты на все расчётные счета предприятия.
В 2008 года с молотка уже ушли шесть самолётов «Даурии» Ан-2, находившихся в частично разукомплектованном состоянии. Тогда их продажа также не решила долговых проблем авиакомпании.
В соответствии с решением ФАВТ от 01.10.2010 г. действие сертификата эксплуатанта авиакомпании аннулировано в связи с невозвращением приостановленного сертификата эксплуатанта в десятидневный срок.

## Маршрутная сеть
- Иркутск — Международный аэропорт «Иркутск» (рейсы приостановлены)
- Чара — Аэропорт «Чара»
- Чита — Международный аэропорт «Кадала»